# Château de Beauregard (Creuse)
Pour les articles homonymes, voir Château de Beauregard.
Le château de Beauregard est situé à Saint-Priest, une commune française, située dans le département de la Creuse et la région Nouvelle-Aquitaine.

## Descriptif
Le château de Beauregard date des XVIIe siècle et XVIIIe siècle et fut remanié au XIXe siècle.

## Historique
En 1770, le château était habité par le marquis de Lentilhac.
En 1789, il appartenait à Jean-Baptiste Grellet de Beauregard, député aux Etats Généraux puis au baron de Baillet. Aux XIXe siècle et XXe siècle, le château de Beauregard possédait un équipage de chasse à courre. 
En 1917, le baron de Baillet, propriétaire du château, était le seul habitant de la commune à être abonné au téléphone.

### articles connexes
- Liste des châteaux de la Creuse